# Мамадиш
Мамадиш (на руски: Мамадыш; на татарски: Мамадыш) е град, разположен в Северен Татарстан, в състава на Руската Федерация. Административен център на Мамадишки район. Населението му към 1 януари 2018 година е 15 806 души.